# 北原宪彦
北原宪彦（日语：／ Kitahara Norihiko，1954年12月11日—），日本男子篮球运动员。

## 生平
他曾代表日本参加1976年夏季奥运会男子篮球比赛。他也参加了1982年亚洲运动会，最终获得一枚铜牌。